# FC Groningen in het seizoen 2025/26 (vrouwen)
Het seizoen 2025/26 is het eerste jaar in het bestaan van het Groningse vrouwenvoetbalelftal van FC Groningen. De club komt uit in de Vrouwen Tweede divisie en neemt ook deel aan het toernooi om de KNVB Beker.

## Selectie en technische staf

### Selectie
| Nr.             | Nat.                            | Naam                | Competitie  | Competitie  | Beker       | Beker       | Totaal      | Totaal      | Seizoen bij FC Groningen | Vorige club        | Contract    |
| Nr.             | Nat.                            | Naam                | W           | Goal        | W           | Goal        | W           | Goal        | Seizoen bij FC Groningen | Vorige club        | Contract    |
| Doelvrouwen     | Doelvrouwen                     | Doelvrouwen         | Doelvrouwen | Doelvrouwen | Doelvrouwen | Doelvrouwen | Doelvrouwen | Doelvrouwen | Doelvrouwen              | Doelvrouwen        | Doelvrouwen |
| --------------- | ------------------------------- | ------------------- | ----------- | ----------- | ----------- | ----------- | ----------- | ----------- | ------------------------ | ------------------ | ----------- |
| ?               | Vlag van Nederland              | Maud Gottlieb       | 0           | 0           | 0           | 0           | 0           | 0           | 1e                       | Jeugd              | -           |
| 16              | Vlag van Nederland              | Janine Reekers      | 0           | 0           | 0           | 0           | 0           | 0           | 1e                       | SC Stiens          | -           |
| Verdedigsters   |                                 |                     |             |             |             |             |             |             |                          |                    |             |
| ?               | Vlag van Nederland              | Marit Speek         | 0           | 0           | 0           | 0           | 0           | 0           | 1e                       | sc Heerenveen      | -           |
| ?               | Vlag van Nederland              | Femke Pietersma     | 0           | 0           | 0           | 0           | 0           | 0           | 1e                       | Fortuna Sittard    | -           |
| ?               | Vlag van Nederland              | Celine Agema        | 0           | 0           | 0           | 0           | 0           | 0           | 1e                       | Oranje Nassau      | -           |
| '?              | Vlag van Nederland              | Esmée Stuut         | 0           | 0           | 0           | 0           | 0           | 0           | 1e                       | Jeugd              | -           |
| ?               | Vlag van Nederland              | Suzan Mellema       | 0           | 0           | 0           | 0           | 0           | 0           | 1e                       | Jong sc Heerenveen | -           |
| '?              | Vlag van Nederland              | Nina van Dijk       | 0           | 0           | 0           | 0           | 0           | 0           | 1e                       | Jeugd              | -           |
| Middenveldsters |                                 |                     |             |             |             |             |             |             |                          |                    |             |
| '?              | Vlag van Nederland              | Pim Toornvliet      | 0           | 0           | 0           | 0           | 0           | 0           | 1e                       | Jeugd              | -           |
| '?              | Vlag van Nederland              | Jiulie Buigel       | 0           | 0           | 0           | 0           | 0           | 0           | 1e                       | Jeugd              | -           |
| ?               | Vlag van Nederland              | Lucy Dijkema        | 0           | 0           | 0           | 0           | 0           | 0           | 1e                       | VV Winsum          | -           |
| Aanvalsters     |                                 |                     |             |             |             |             |             |             |                          |                    |             |
| ?               | Vlag van Nederland              | Noa Draaisma        | 0           | 0           | 0           | 0           | 0           | 0           | 1e                       | Jeugd              | -           |
| ?               | Vlag van Nederland              | Vera de Haan        | 0           | 0           | 0           | 0           | 0           | 0           | 1e                       | Jeugd              | -           |
| '?              | Vlag van Nederland              | Tessa Niessink      | 0           | 0           | 0           | 0           | 0           | 0           | 1e                       | Jeugd              | -           |
| '?              | Vlag van Nederland              | Femke Drenth        | 0           | 0           | 0           | 0           | 0           | 0           | 1e                       | Jeugd              | -           |
| ?               | Vlag van Dominicaanse Republiek | Josefien Slump      | 0           | 0           | 0           | 0           | 0           | 0           | 1e                       | Oranje Nassau      | -           |
| ?               | Vlag van Nederland              | Renee Huzinga       | 0           | 0           | 0           | 0           | 0           | 0           | 1e                       | Oranje Nassau      | -           |
| ?               | Vlag van Nederland              | Sanne van der Velde | 0           | 0           | 0           | 0           | 0           | 0           | 1e                       | sc Heerenveen      | -           |
| ?               | Vlag van Nederland              | Pascalle Pomper     | 0           | 0           | 0           | 0           | 0           | 0           | 1e                       | ACV Assen          | -           |
| ?               | Vlag van Nederland              | Minke Lalkens       | 0           | 0           | 0           | 0           | 0           | 0           | 1e                       | Zulte Waregem      | -           |
| Nr.             | Nat.                            | Naam                | W           | Goal        | W           | Goal        | W           | Goal        | Seizoen bij FC Groningen | Vorige club        | Contract    |
| Nr.             | Nat.                            | Naam                | Competitie  | Competitie  | Beker       | Beker       | Totaal      | Totaal      | Seizoen bij FC Groningen | Vorige club        | Contract    |

### Legenda
| # | Reden                                          |
| - | ---------------------------------------------- |
|   | Heeft de club in het lopende seizoen verlaten. |

### Technische staf
| Naam         | Functie      |
| ------------ | ------------ |
| Atty Eelkema | Hoofdtrainer |

## Transfers

### Zomer

#### Aangetrokken 2024/25
| Nat.                            | Naam                | Van                | Contract        | Bijzonderheden |
| ------------------------------- | ------------------- | ------------------ | --------------- | -------------- |
| Vlag van Nederland              | Celine Agema        | Oranje Nassau      | Nog niet bekend |                |
| Vlag van Nederland              | Lucy Dijkema        | VV Winsum          | Nog niet bekend |                |
| Vlag van Nederland              | Renee Huizinga      | Oranje Nassau      | Nog niet bekend |                |
| Vlag van Nederland              | Minke Lalkens       | Zulte Waregem      | Nog niet bekend |                |
| Vlag van Nederland              | Suzan Mellema       | Jong sc Heerenveen | Nog niet bekend |                |
| Vlag van Nederland              | Femke Pietersma     | Fortuna Sittard    | Nog niet bekend |                |
| Vlag van Nederland              | Pascalle Pomper     | ACV Assen          | Nog niet bekend |                |
| Vlag van Nederland              | Janine Reekers      | SC Stiens          | Nog niet bekend |                |
| Vlag van Dominicaanse Republiek | Josefien Slump      | Oranje Nassau      | Nog niet bekend |                |
| Vlag van Nederland              | Marit Speek         | sc Heerenveen      | Nog niet bekend |                |
| Vlag van Nederland              | Sanne van der Velde | sc Heerenveen      | Nog niet bekend |                |

### Jeugdopleiding

#### Aangetrokken
| Nat.               | Naam              | Contract | Bijzonderheden |
| ------------------ | ----------------- | -------- | -------------- |
| Vlag van Nederland | Jiulie Buigel     | -        |                |
| Vlag van Nederland | Nina van Dijk     |          |                |
| Vlag van Nederland | Noa Draaisma      |          |                |
| Vlag van Nederland | Femke Drenth      |          |                |
| Vlag van Nederland | Maud Gotlieb      |          |                |
| Vlag van Nederland | Vera de Haan      |          |                |
| Vlag van Nederland | Tessa Niessink    |          |                |
| Vlag van Nederland | Josephine Reukema |          |                |
| Vlag van Nederland | Esmee Stuut       |          |                |
| Vlag van Nederland | Pim Toornvliet    |          |                |

### Winter

#### Aangetrokken 2025/26
| Nat. | Naam | Van | Bijzonderheden |
| ---- | ---- | --- | -------------- |
|      |      |     |                |

#### Vertrokken 2025/26
| Nat. | Naam | Naar | Bijzonderheden |
| ---- | ---- | ---- | -------------- |
|      |      |      |                |

## Wedstrijdstatistieken

### Oefenwedstrijden
| Oefenwedstrijd 1                                                                      | Jong AZ      | – ( – )          | FC Groningen          | Opstelling FC Groningen |
| 28 juni 2025 Aanvangstijd: 17.30 uur Plaats: Alkmaar Sportpark Robonsbosweg           |              | Wedstrijdverslag |                       |                         |
| Oefenwedstrijd 2                                                                      | SV Saestum   | – ( – )          | FC Groningen          | Opstelling FC Groningen |
| 5 juli 2025 Aanvangstijd: 14.30 uur Plaats: De Bilt Sportpark Saestum                 |              | Wedstrijdverslag |                       |                         |
| Oefenwedstrijd 3                                                                      | FC Groningen | 1 – 1            | Jong SV Werder Bremen | Opstelling FC Groningen |
| 17 augustus 2025 Aanvangstijd: 15.00 uur Plaats: Groningen Sportpark Corpus den Hoorn | Femke Drenth | Wedstrijdverslag | Onbekend              | Onbekend                |
| Oefenwedstrijd 4                                                                      | FC Groningen | – ( – )          | ACV Assen             | Opstelling FC Twente    |
| 22 augustus 2025 Aanvangstijd: 19.00 uur Plaats: Sappemeer Sportpark Henk Bruins      |              | Wedstrijdverslag |                       |                         |
| Oefenwedstrijd 5                                                                      | FC Groningen | – ( – )          | De Graafschap         | Opstelling FC Groningen |
| 30 augustus 2025 Aanvangstijd: nnb. Plaats: nnb.                                      |              | Wedstrijdverslag |                       |                         |

### Eerste divisie

#### Najaarscompetitie
|       | Jong ADO Den Haag | Jong Excelsior | Jong Feyenoord | Jong sc Heerenveen | Jong PEC Zwolle | Jong Telstar |
| ----- | ----------------- | -------------- | -------------- | ------------------ | --------------- | ------------ |
| Thuis | –                 | –              | –              | –                  | –               | –            |
| Uit   | –                 | –              | –              | –                  | –               | –            |

## Statistieken FC Groningen 2025/2026

### Tussenstand FC Groningen in de najaarscompetitie van de Nederlandse Tweede divisie 2025 / 2026
| Stand | Gespeeld | Gewonnen | Gelijk | Verloren | Punten | Doelpunten voor | Doelpunten tegen | Gele kaarten | Rode kaarten |
| ----- | -------- | -------- | ------ | -------- | ------ | --------------- | ---------------- | ------------ | ------------ |
|       |          |          |        |          |        |                 |                  |              |              |

### Tussenstand FC Groningen in de voorjaarscompetitie van de Nederlandse Tweede divisie 2025 / 2026
| Stand | Gespeeld | Gewonnen | Gelijk | Verloren | Punten | Doelpunten voor | Doelpunten tegen | Gele kaarten | Rode kaarten |
| ----- | -------- | -------- | ------ | -------- | ------ | --------------- | ---------------- | ------------ | ------------ |
|       |          |          |        |          |        |                 |                  |              |              |

### Topscorers
| #              | Naam   | Goal |
| -------------- | ------ | ---- |
| 1.             |        | 0    |
| Eigen doelpunt |        |      |
|                |        |      |
| Totaal         | Totaal | 0    |

| #              | Naam   | Goal |
| -------------- | ------ | ---- |
| 1.             |        | 0    |
| Eigen doelpunt |        |      |
|                |        |      |
| Totaal         | Totaal | 0    |

| #      | Naam   | Goal |
| ------ | ------ | ---- |
| 1.     |        | 0    |
| Totaal | Totaal | 0    |

| #      | Naam         | Goal |
| ------ | ------------ | ---- |
| 1.     | Femke Drenth | 1    |
| Totaal | Totaal       | 1    |

### Kaarten
| #      | Naam   | Kreeg geel |
| ------ | ------ | ---------- |
| 1.     |        | 0          |
| Totaal | Totaal | 0          |

| #      | Naam   | Kreeg voor de tweede keer geel en dus rood |
| ------ | ------ | ------------------------------------------ |
| 1.     |        | 0                                          |
| Totaal | Totaal | 0                                          |

| #      | Naam   | Weggestuurd |
| ------ | ------ | ----------- |
| 1.     |        | 0           |
| Totaal | Totaal | 0           |

## Voetnoten
Sjabloon:Navigatie Vrouwen Tweede divisie 2024/26